# Miodrag Krivokapić
Miodrag Krivokapić (Nikšić, 6 settembre 1959) è un allenatore di calcio ed ex calciatore montenegrino e precedentemente jugoslavo e serbo-montenegrino.

## Carriera

### Giocatore
Debutta da professionista nel 1979 con la squadra della sua città, il Sutjeska Nikšić, con cui rimane per quattro stagioni suscitando l'interesse di importanti club. Nell'estate del 1983 viene infatti ingaggiato dalla Stella Rossa, con cui vince due campionati della RSF di Jugoslavia e la Coppa di Jugoslavia 1985.
All'inizio della stagione 1988-1989 in Scozia, al Dundee Utd con cui vince la Scottish Challenge Cup 1991. Nel 1993 si trasferisce al Motherwell.
Chiude la carriera nel Raith Rovers e nell'Hamilton Academical.

### Allenatore
Nel 2001 è stato per un periodo l'allenatore del Motherwell. Dal 2008 al 2015 allena l'Under-17 del Celtic Glasgow.

## Palmarès
- Campionati della RSF di Jugoslavia: 2

Stella Rossa: 1983-1984, 1987-1988
- Coppe di Jugoslavia: 1

Stella Rossa: 1984-1985
- Scottish Challenge Cup: 1

Dundee: 1990-1991